# Paslepa
Koordinaten: 59° 1′ N, 23° 30′ O
Paslepa (schwedisch Pasklep, estlandschwedisch Pask(l)op, deutsch Paschlep) ist ein Dorf (küla) in der estnischen Landgemeinde Lääne-Nigula (bis 2017: Landgemeinde Noarootsi) im Kreis Lääne.

## Einwohnerschaft und Lage
Das Dorf hat 79 Einwohner (Stand 31. Dezember 2011). Es befindet sich auf der Halbinsel Noarootsi an der Ostsee. Paslepa liegt acht Kilometer nordwestlich der Landkreishauptstadt Haapsalu.

## Geschichte
Im 13. Jahrhundert siedelten schwedischsprachige Bauern in dem Gebiet. Das Dorf Paslepa wurde erstmals 1540 urkundlich erwähnt. 1679 wurde ein Hof eingerichtet. Er stand im Eigentum der Familie De la Gardie.
1690 fiel der Hof durch Reduktion an den schwedischen Staat. 1728 vergab der russische Staat das Anwesen an die adlige deutschbaltische Familie Richter. 1770 fiel er an den Sekretär der Livländischen Ritterschaft, den Freiherrn Otto Sigismund von Wolff. Anschließend stand der Hof im Eigentum der Familien Knorring, Ungern-Sternberg und ab 1875 Frischmann.
Ende des 17. Jahrhunderts entstand ein einfach gestaltetes Haus, das mehr einem Bauernhof ähnelt. Es steht heute leer.

## Lehrerseminar
1873 gründete der schwedische Missionar Thore Emanuel Thorén in Paslepa ein Lehrerseminar der Estländischen Ritterschaft und der Schwedischen Missionsgesellschaft (Svenska Missionssällskapet). Es bildete die Grundschullehrer für die schwedischsprachigen Schulen in Estland und Livland aus. Das Seminar war ab 1880 estnischsprachig und blieb bis 1887 in Paslepa aktiv.

## Sommerresidenz des estnischen Staatspräsidenten
1938 gab der damalige Staatspräsident Konstantin Päts den estnischen Architekten Alar Kotli und Olev Siinmaa den Auftrag, in Paslepa die offizielle Sommerresidenz des estnischen Staatsoberhaupts zu errichten.
Nach der Wiedererlangung der estnischen Unabhängigkeit 1991 wurde Paslepa Sommerresidenz des estnischen Staatspräsidenten. Das Anwesen wurde für Staatspräsident Lennart Meri umfassend renoviert und mit Bootsanlegestelle und Gästehaus ausgebaut.
2008 beschloss die estnische Regierung den Verkauf der Sommerresidenz, da sie von Meris Nachfolgern Arnold Rüütel und Toomas Hendrik Ilves wegen der weiten Entfernung zur Hauptstadt Tallinn kaum noch genutzt wurde. Das Anwesen steht heute im Eigentum der Familie des estnischen Kasino-Betreibers Armin Karu.

## Söhne und Töchter des Ortes
In Paslepa wurde der Zeichner Johann Karl Emanuel von Ungern-Sternberg (1773–1830) geboren. Von dort stammt auch der Literat und Jurist Gustav Jakob Friedrich von Ungern-Sternberg (1771–1844).